# Koen Kennis
Koen Catharina Jozef Kennis (Borgerhout, 16 januari 1967) is een Vlaams-nationalistisch politicus voor de N-VA. Hij is sinds 2013 schepen in Antwerpen. 

## Levensloop
Koen Kennis groeide op in Borgerhout, waar hij school liep aan het Xaveriuscollege. Hij studeerde af als industrieel ingenieur aan de Katholieke Industriële Hogeschool Antwerpen en volgde toegepaste economie aan de Katholieke Universiteit Leuven. Tijdens zijn studententijd was hij lid van het KVHV en werd er praeses. Na zijn studies ging hij aan de slag in de private sector en werkte hij bij Belgavia, ESCI en Stork.
Hij is actief in de politiek sinds 1995. Hij werd politiek actief in 1995 bij de voorloper van N-VA, Volksunie. Bij Volksunie zetelde hij in de partij- en districtsraad in Antwerpen. In 2001 trad hij toe tot de partijraad van de toen net opgerichte N-VA. In 2009 maakte hij de professionele overstap naar de politiek en werdj kabinetschef van Vlaams viceminister-president Geert Bourgeois. Dat bleef hij tot eind 2012.
Bij de gemeenteraadsverkiezingen van 2012 stond hij op de derde plaats van de N-VA-lijst in Antwerpen. In het gevormde stadsbestuur werd hij schepen van Financiën, Mobiliteit, Toerisme, Binnengemeentelijke Decentralisatie en Middenstand. Op 14 oktober 2018 werd hij herverkozen in Antwerpen en nam hij dezelfde bevoegdheden opnieuw op. Op 2 januari 2025 werd Kennis door N-VA voor de derde keer als eerste schepen voorgedragen in de Antwerpse gemeenteraad. Hij werd daarbij bevoegd voor Financiën, Mobiliteit, Patrimonium, Toerisme en Middenstand.
Kennis zet zijn ervaring in de private en publieke sector in in verschillende raden van bestuur. Zo is of was hij onder andere voorzitter van de Participatiemaatschappij Vlaanderen, ondervoorzitter van vervoermaatschappij De Lijn, bestuurder van Eandis, Integan, Lantis, Publi-T, het Havenbedrijf Antwerpen en de Vlaamse Instelling voor Technologisch Onderzoek en regeringscommissaris bij het Museum van Hedendaagse Kunst Antwerpen. Begin 2025 werd hij bestuurder van telecombedrijf Proximus.
Koen Kennis is getrouwd en vader van twee dochters.  